# Distrito de Uma (Ehime)

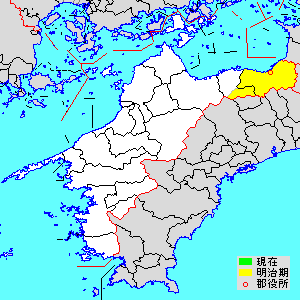
Distrito de Uma.

El distrito de Uma (宇摩郡 Uma-gun?) fue un distrito (郡 gun?) que existió en la prefectura de Ehime. Dejó de existir luego de que los últimos dos pueblos del distrito se fusionaron con otras ciudades.
Antes de la desaparición contaba con 19.040 habitantes y una superficie de 165,50 km² (El total de los pueblos de Doi y Shingu).

## Historia
- 1894: El 1° de julio la villa de Mazaki (満崎村 Mazaki-mura?) es dividida en villa de Tenma (天満村 Tenma-mura?) y villa de Kaburasaki (蕪崎村 Kaburasaki-mura?).
- 1898: El 21 de noviembre la villa de Mishima (三島村 Mishima-mura?) pasa a ser pueblo de Mishima (三島町 Mishima-chō?).
- 1898: El 21 de diciembre la villa de Kawanoe (川之江村 Kawanoe-mura?) pasa a ser el pueblo de Kawanoe (川之江町 Kawanoe-chō?).
- 1913: El 1° de enero la villa de Kamibun (上分村 Kamibun-mura?) pasa a ser el pueblo de Kamibun (上分町 Kamibun-chō?).
- 1940: El 11 de febrero se fusionan las villas de Tsune (津根村 Tsune-mura?) y Noda (野田村 Noda-mura?), formando la villa de Nagatsu (長津村 Nagatsu-mura?).
- 1944: El 1° de abril el Pueblo de Mishima (三島町 Mishima-chō?) absorbe las villas de Nakasone (中曾根村 Nakasone-mura?), Nakanosho (中之庄村 Nakanoshō-mura?) y Shohaku (松柏村 Shōhaku-mura?).
- 1948: El 3 de abril la villa de Kinsei (金生村 Kinsei-mura?) pasa a ser pueblo de Kinsei (金生町 Kinsei-chō?).
- 1950: El 1° de octubre la villa de Shohaku se escinde del pueblo de Mishima.
- 1952: El 1° de junio la villa de Sankawa (寒川村 Sankawa-mura?) pasa a ser el pueblo de Sankawa (寒川町 Sankawa-chō?).
- 1954: El 31 de marzo el pueblo de Kawanoe absorbe la villa de Futana (二名村 Futana-mura?).
- 1954: El 31 de marzo se fusionan las villas de Nagatsu, Kofuji (小富士村 Kofuji-mura?), Tenma, Kaburasaki, Doi (土居村 Doi-mura?) y Sekigawa (関川村 Sekigawa-mura?), formando el pueblo de Doi.
- 1954: El 31 de marzo se fusionan las villas de Shinritsu (新立村 Shinritsu-mura?) y Kamiyama (上山村 Kamiyama-mura?), formando la villa de Shingu.
- 1954: El 1° de noviembre se fusionan los pueblos de Kawanoe, Kamibun y Kinsei, y las villas de Mendori (妻鳥村  Mendori-mura?), Kawataki (川滝村 Kawataki-mura?) y Kanada (金田村 Kanada-mura?), formando la ciudad de Kawanoe.
- 1954: El 1° de noviembre se fusionan los pueblos de Mishima y Sankawa, y las villas de Shohaku, Toyooka (豊岡村 Toyo'oka-mura?), Tomisato (富郷村 Tomisato-mura?) y Kinsha (金砂村 Kinsha-mura?), formando la ciudad de Iyomishima.
- 2003: El 1° de abril la ciudad de Niihama absorbe la villa de Besshiyama.
- 2004: El 1° de abril se fusionan las ciudades de Iyomishima y Kawanoe, el pueblo de Doi y la villa de Shingu, formando la ciudad de Shikokuchuo. Simultáneamente desaparece el distrito de Uma (宇摩郡 Uma-gun?).